# Fahrudin Mustafić
Fahrudin Mustafić (ur. 17 kwietnia 1981 w Novim Pazarze) – singapurski piłkarz pochodzenia serbskiego, grający na pozycji pomocnika.

## Kariera klubowa
Do Singapuru wyjechał za radą swojego kolegi, Seada Muratovicia, który występował w Tampines Rovers.
W tym klubie Mustafić rozpoczął w 2002 roku swoją karierę sportową. W klubie z Tampines Mustafić grał w latach 2002–2009, z roczną przerwą na wypożyczenie do Sengkang Marine w roku 2003. Z Tampines Rovers Mustafić dwukrotnie zdobył mistrzostwo Singapuru i trzykrotnie wygrał puchar tego kraju. W barwach tego klubu Mustafić rozegrał 162 spotkania i strzelił 28 goli.
W 2009 roku Mustafić wyjechał do Indonezji, gdzie podpisał kontrakt z Persiją Dżakarta. W barwach tego klubu zawodnik rozegrał 25 spotkań i nie strzelił gola. W następnym roku Mustafić trafił do innego indonezyjskiego klubu, Perseli Lamongan, a w 2011 roku wrócił do swojego pierwszego klubu, Tampines Rovers.

## Kariera reprezentacyjna
Mimo iż Mustafić posiada obywatelstwo serbskie, to w 2004 roku otrzymał obywatelstwo singapurskie. Otworzyło mu to drogę do gry dla reprezentacji Singapuru, w której Mustafić zadebiutował w 2006 roku meczem z Danią. Z reprezentacją dwukrotnie wygrał mistrzostwa ASEAN (w 2007 i 2012 roku).